# 리프 (숲의 요정 페어리루)
리프는 숲의 요정 페어리루의 여주인공이다.

## 생김새
핑크색 머리와 눈, 튤립을 연상시키는 옷을 입고 있다.

## 성격
다소 우는 면이 많지만 환하게 웃기도 하며, 사람들이 웃는걸 좋아하는 착하고 여린성격이다.

## 페어리루 체인지 후
페어리루 아이돌, 즉 페어돌 '유미리'로 활동하고 있다.

## 관계

### 연우
어릴때는 씨앗의 문을 못 열었지만, 연우가 응원해준 덕분에 열었고, 그때부터 연우를 좋아하게 되었고, 연우와 다시 만나며, 그와 연인사이로 발전해 연우의 여친이자 버디가 되었다.

### 연희
연우의 동생으로 단짝친구인 린의 버디.

### 바이올렛,해바라기,로즈,린
서로 돕기도 받기도 하는 좋은 사이. 바이올렛과 해바라기,로즈,린을 우정으로 사랑하는 단짝친구.